# Новоалександровка (Алчевский район)
Новоалександровка (укр. Новоолександрівка) — село, относится к Алчевскому району Луганской области Украины.

## География
Соседние населённые пункты: город Попасная на западе, посёлок Молодёжное на северо-востоке, село Калиново-Борщеватое и город Первомайск на востоке, посёлок Калиново на юго-востоке.

## Население
Население по переписи 2001 года составляло 124 человека. По информации от МО Украины, по состоянию на конец января 2018 г. население составляет 17 человек.

## Общие сведения
Почтовый индекс — 93309. Телефонный код — 6474. Занимает площадь 2,471 км². Код КОАТУУ — 4423856502.

## Местный совет
93350, Луганская обл., Попаснянский р-н, пгт. Калиново, ул. Ленина, 8 а